# Kreisständehaus (Cottbus)

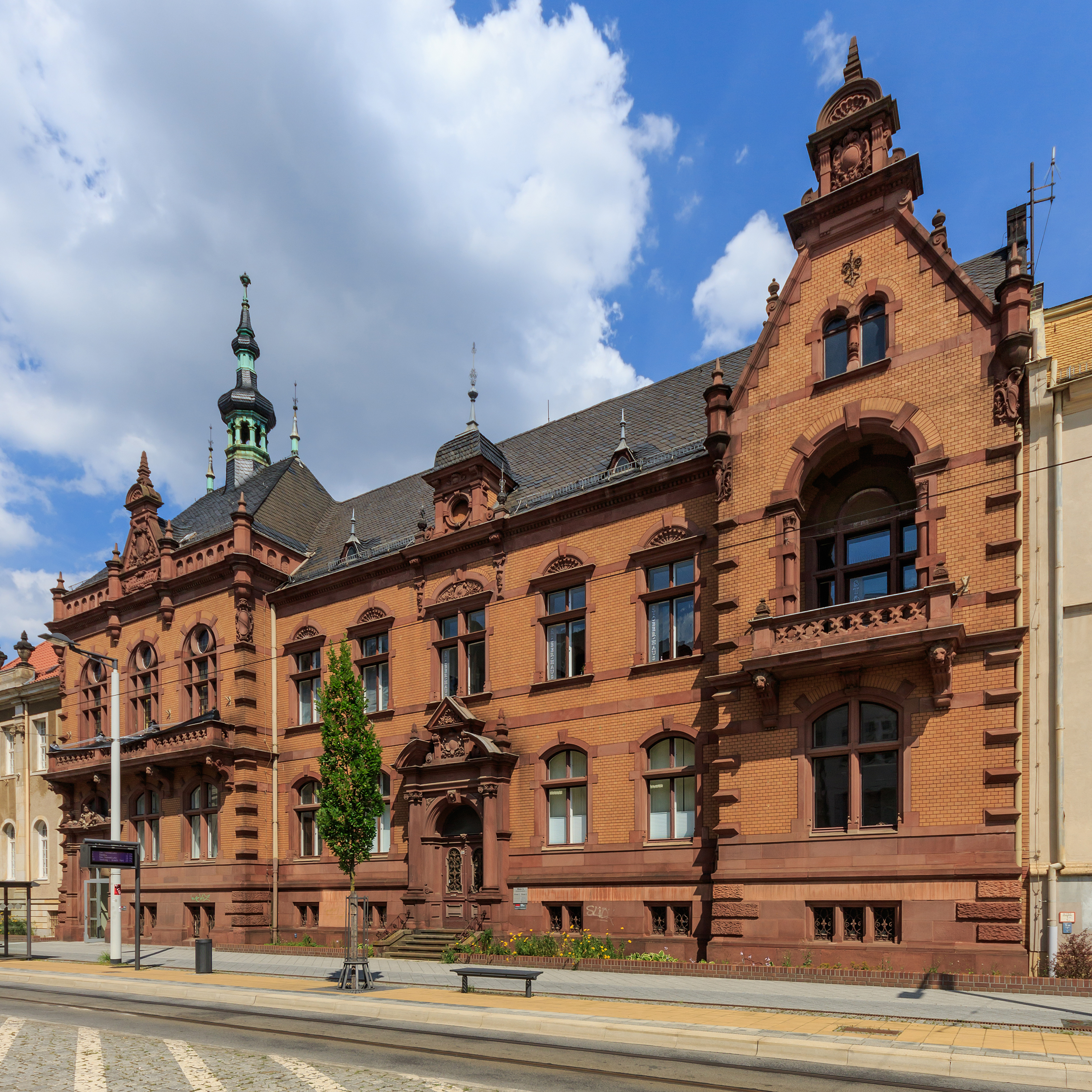
Kreisständehaus Cottbus (2017)

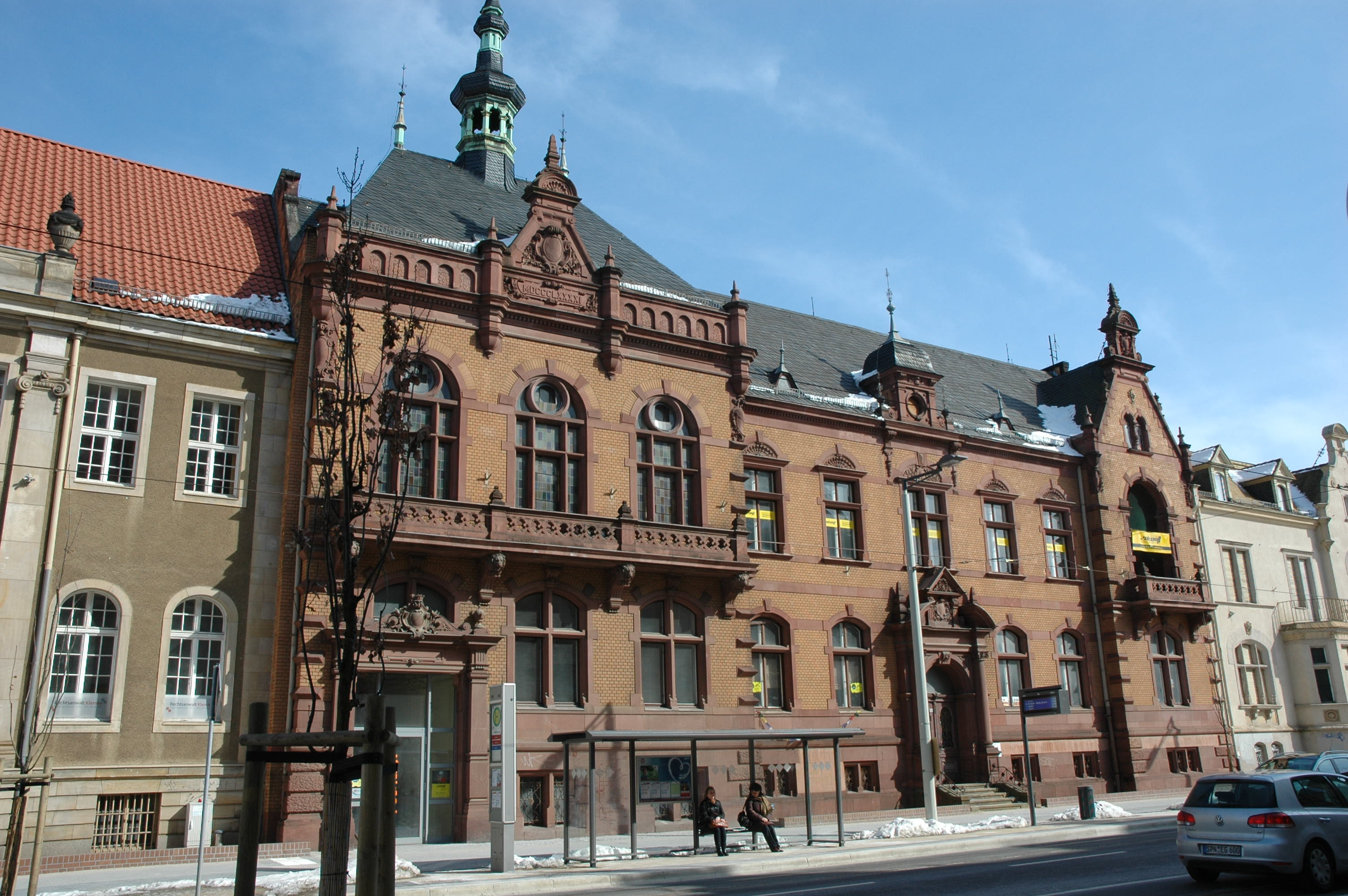
Blick aus der anderen Richtung (2013)

Das Kreisständehaus Cottbus ist ein in den Jahren 1891 und 1892 errichtetes Verwaltungsgebäude in der Stadt Cottbus in Brandenburg, das früher als Landratsamt des preußischen Landkreises Cottbus genutzt wurde. Es befindet sich in der Bahnhofstraße 24 und der Rudolf-Breitscheid-Straße 11b im Südwesten des Cottbuser Stadtteils Mitte, südlich des Cottbuser Stadtmuseums und direkt neben der Straßenbahnhaltestelle „Stadtmuseum“.

## Geschichte
Die Stadt Cottbus wurde im Jahr 1886 als Stadtkreis aus dem Landkreis Cottbus ausgegliedert, blieb aber trotzdem Sitz der Kreisverwaltung. Zu diesem Zeitpunkt war der Kreissitz in der Sandower Straße 54, dieses Gebäude wurde aber aufgrund der gleichzeitigen Nutzung durch Stadtrat und Kreistag zu klein. Nach vier Jahren beschloss der Cottbuser Kreistag den Bau eines neuen Landratsamtes. Im Jahr 1891 wurde unter Leitung des Cottbuser Stadtrates Ewald Schulz und des königlichen Baurates Beutler mit dem Bau begonnen. Bei der Fassadengestaltung entschied man sich für einen aus einem Architektenwettbewerb hervorgegangenen Entwurf des Berliner Architekten Paul Freygang.
Am 26. März 1892 wurde das Landratsamt eingeweiht. Zu Beginn des 20. Jahrhunderts wurde im Hinterhof des Kreisständehauses eine Remise gebaut. Ab 1908 ließ die Kreissparkasse Cottbus, die zusammen mit dem Landratsamt zunächst in die Bahnhofstraße 24 umgezogen war, auf dem nördlich angrenzenden Grundstück „Rudolf-Breitscheid-Straße 12“ ein eigenes Gebäude errichten. Dabei wurden am Kreisständehaus Umbaumaßnahmen vorgenommen, um es mit dem neuen Sparkassenbau zu verbinden. Nach 1945 befanden sich im Kreisständehaus die Büros der SED-Bezirksleitung für den Bezirk Cottbus. Nach der Wende wurde das Gebäude von der Agentur für Arbeit genutzt. Ab 2001 wurde das ehemalige Kreisständehaus für eine weitere Nutzung als Bürohaus saniert.

## Architektur

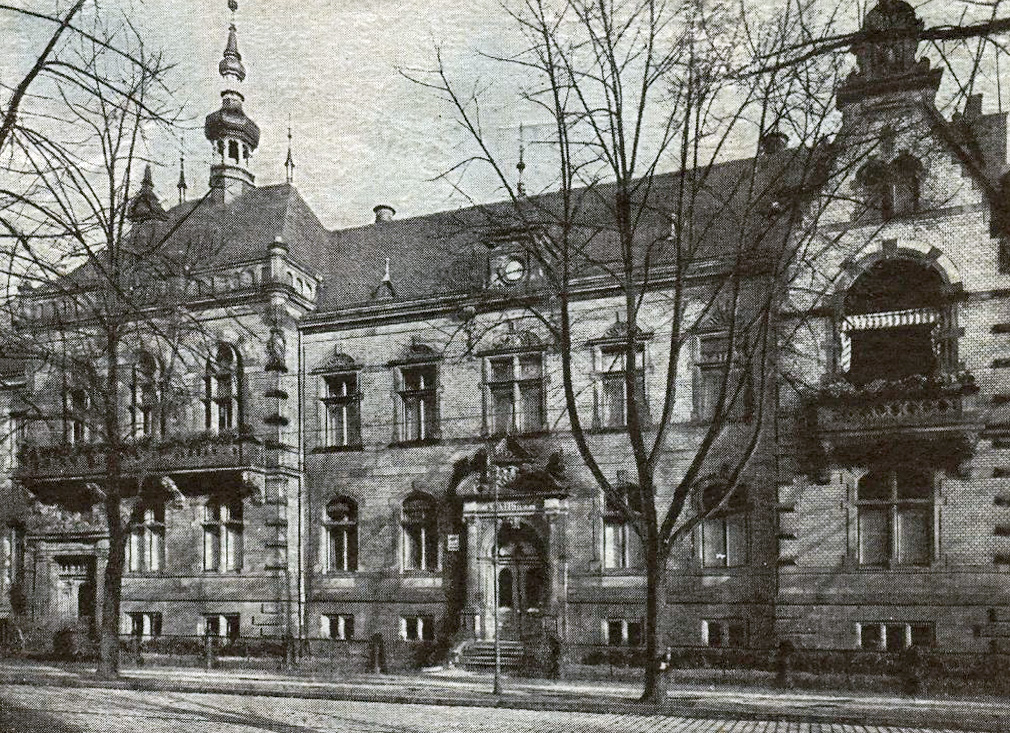
Das Gebäude kurz nach der Fertigstellung im Jahr 1892

Das Gebäude wurde als Massivbau mit Mauerwerk aus gelben Ziegeln und rotem Sandstein im Stil der Neorenaissance gebaut. Es ist zweigeschossig und hat eine neunachsige Fassade. Das Kreisständehaus ist optisch und funktionell dreigeteilt. Im Norden befindet sich ein Saalbau mit einer Balkonzone im Obergeschoss, der als Sitzungssaal der Kreisverwaltung genutzt wurde. Im Hauptrisalit befindet sich zudem die Hofeinfahrt, die mit Pilastern und Kartuschen aus Miltenberger Sandstein geschmückt sind. Er ist im Vergleich zum Rest des Gebäudes erhöht, was durch eine Attika nochmals hervorgehoben wird, und ist mit einem schiefergedeckten Walmdach überzogen. Dieses trägt einen Dachreiter, auf dem sich früher der brandenburgische Adler und eine Wetterfahne befanden.
Im südlichen Teil des Gebäudes waren früher die privaten Wohnräume des Cottbuser Landrates untergebracht. Der Wohntrakt wird durch eine Loggia mit Balkon und den hohen Giebel betont. Im eingezogenen Mittelteil befindet sich ein repräsentatives Eingangsportal. Die Eingangsachse ragt mit einem Dachhäuschen mit Schweifdach, das früher eine Uhr enthielt, über den First hinaus. Das Zentrum des Innenraumes bildet eine freitragende halbrunde Terrazzotreppe mit schmiedeeisernen Geländern. Die ehemaligen Büros des Landrates, des Kreisausschusses und der Kreissparkasse sind durch Flure mit Kreuzgratgewölbe miteinander verbunden. Der ehemalige Sitzungssaal mit Pilastergliederung und Deckenspiegel ist noch im originalen Zustand erhalten. Im südlichen Gebäudeteil befindet sich ein Empfangssaal mit Stuckdekor und Deckenmalereien aus der Bauzeit. Das ausführende Bauunternehmen ist durch ein Mosaik im Terrazzoboden verewigt.
Im Hinterhof befindet sich die Remise als zweigeschossiges Nebengebäude. Dieses ist im Erdgeschoss als Ziegelbau und darüber in Fachwerkbauweise ausgeführt. Das Walmdach der Remise hat einen relativ großen Überstand, der mit Dekorelementen im Schweizerstil versehen ist. Das Gebäude wurde früher auch als Stall und Kutscherwohnung genutzt.